# دوبوك (ساسكاتشوان)
دوبوك Dubuc هي قرية في مقاطعة ساسكاتشوان الكندية ضمن بلدية غرايسون الريفية رقم 184 وقسم التعداد رقم 5. تقع القرية على بعد 55 كيلومترًا جنوب مدينة يوركتون و30 كم غرب استرهازي.
تم تسمية دوبوك كقرية في 29 مايو 1905. 